# Meridiano 132 W
O Meridiano 132 W é um meridiano que, partindo do Polo Norte, atravessa o Oceano Ártico, América do Norte, Oceano Pacífico, Oceano Antártico, Antártida e chega ao Polo Sul.  Forma um círculo máximo com o meridiano 48 E.
Começando no Polo Norte, o meridiano 132º Oeste tem os seguintes cruzamentos:
| País, território ou mar | Notas                                                                                               |
| ----------------------- | --------------------------------------------------------------------------------------------------- |
| Oceano Ártico           | |
| Mar de Beaufort         | |
| Canadá                  | Territórios do Noroeste Yukon Colúmbia Britânica                                                    |
| Estados Unidos          | Alasca - Panhandle do Alasca (continente) e ilhas Wrangell e Deer, Península Cleveland (continente) |
| Estreito de Clarence    | |
| Estados Unidos          | Alasca - Ilha Príncipe de Gales                                                                     |
| Entrada Dixon           | |
| Canadá                  | Colúmbia Britânica - Ilha Graham e Ilha Moresby                                                     |
| Oceano Pacífico         | |
| Oceano Antártico        | |
| Antártida               | Território não reclamado                                                                            |